# 哈维尔·弗拉纳
哈维尔·弗拉纳（西班牙語：Javier Frana，1966年12月25日—），阿根廷男子网球运动员。他曾代表阿根廷参加1988年、1992年和1996年夏季奥林匹克运动会网球比赛，其中1992年奥运会获得一枚铜牌。